# 22 Kalliope
22 Kalliope là một tiểu hành tinh loại M trong vành đai tiểu hành tinh được J. R. Hind phát hiện vào ngày 16 tháng 11 năm 1852. Nó được đặt tên theo Calliope, nàng thơ của sử thi trong thần thoại Hy Lạp. Kalliope có một vệ tinh nhỏ tên là Linus.

## Đặc điểm
Dựa trên những hình ảnh được chụp bởi kính viễn vọng VLT của tổ chức Nghiên cứu vũ trụ châu Âu tại bán cầu Nam, Kalliope hơi dẹt, với đường kính 166 km, và tương đối bất đối xứng.
Quang phổ của Kalliope thuộc loại M, cho biết một phần bề mặt của nó có thể bao gồm kim loại sắt–niken. Khối lượng riêng của nó vào khoảng 3.4 g/cm³. Vì Kalliope nhiều khả năng là một tập hợp các mảnh vụn với độ xốp 20–40%, có thể nó được cấu tạo từ một hỗn hợp của kim loại và silicat. Tuy nhiên, phân tích phổ học cho thấy vết tích của khoáng vật và silicat có chứa nước kết tinh thể hiện cấu tạo chứa nhiều đá của bề mặt. Bên cạnh đó Kalliope có suất phản xạ thấp, điều này không phù hợp với một bề mặt hoàn toàn bằng kim loại.
Phân tích đường cong ánh sáng cho thấy điểm cực của Kalliope có khả năng hướng về tọa độ hoàng đạo (β, λ) = (−23°, 20°) với khoảng chênh lệch 10°, khiến cho trục quay của nó nghiêng 103°.

## Vệ tinh
Kalliope có một vệ tinh tự nhiên đã được biết đến tên là Linus hay (22) Kalliope I Linus. Nó có kích thước khá lớn với đường kính khoảng 28 km. Quỹ đạo của Linus cách trung tâm Kalliope khoảng 1100 km, tương đương 13.2 lần bán kính của tiểu hành tinh này. Linus được Jean-Luc Margot và Michael E. Brown phát hiện vào ngày 29 tháng 8 năm 2001. Ba ngày sau, một nhóm khác do William Merline dẫn đầu cũng đã tìm ra vệ tinh này một cách độc lập.

## Sự che khuất sao đầu tiên
Ngày 7 tháng 11 năm 2006, sự che khuất sao đầu tiên bởi vệ tinh của một tiểu hành tinh (Linus) đã được một nhóm những người quan sát Nhật Bản quan sát thành công dựa trên dự đoán được Berthier et al. đưa ra chỉ một ngày trước đó sau hơn 5 năm quan sát Kalliope một cách thường xuyên. Đường đi của Linus đã cho phép ước lượng kích được thước của vệ tinh này.